# Witold Rudziński

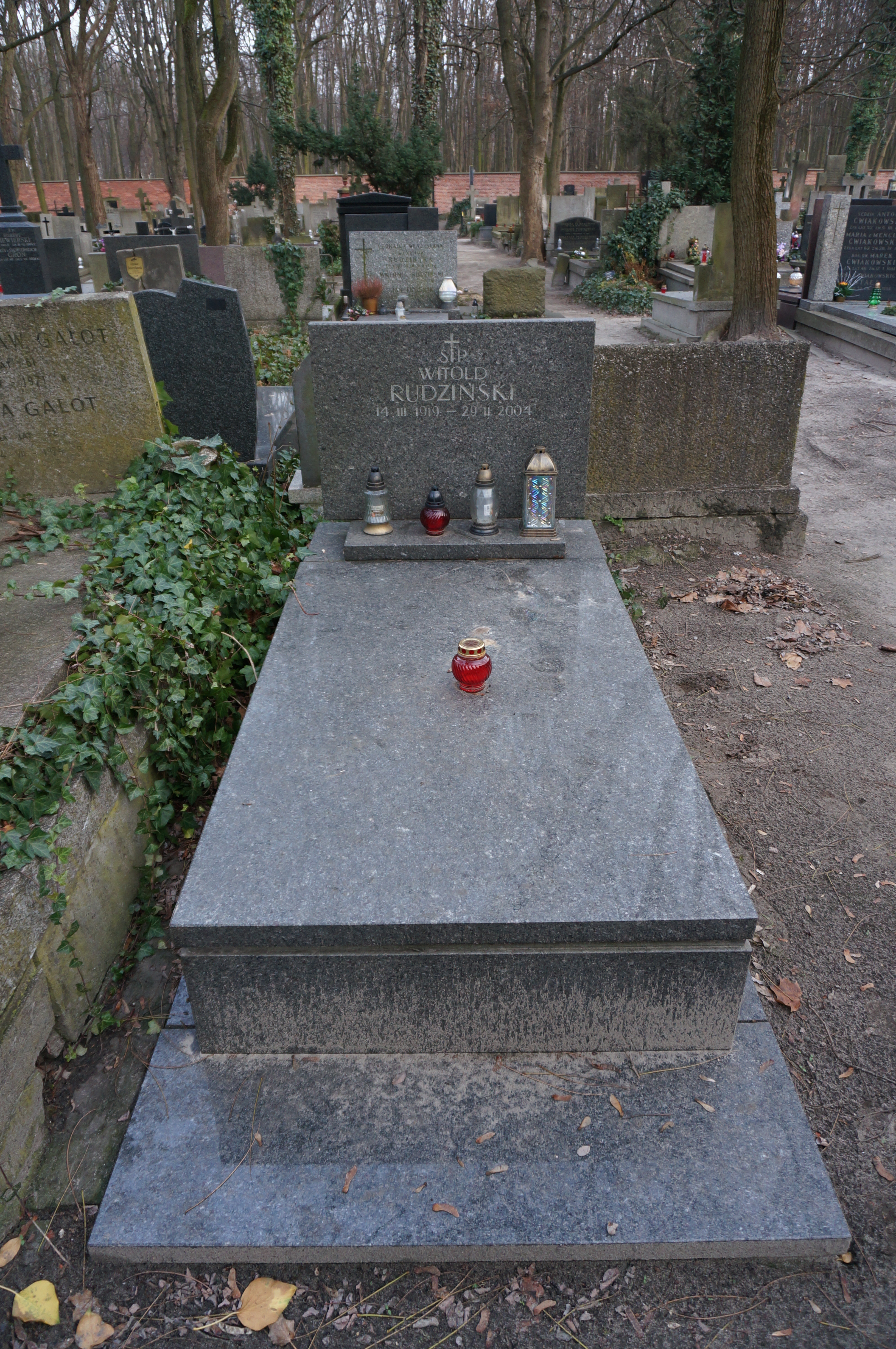
Grób Witolda Rudzińskiego na cmentarzu Powązkowskim

Witold Rudziński (ur. 14 marca?/27 marca 1913 w Siebieżu, zm. 29 lutego 2004 w Warszawie) – polski kompozytor, dyrygent, historyk muzyki, pedagog.

## Życiorys
Syn Henryka. Studiował na Uniwersytecie Stefana Batorego w Wilnie (do 1936) i w Konserwatorium Muzycznym im. Karłowicza w Wilnie, następnie w Instytucie Gregoriańskim w Paryżu (1938–1939 studia z zakresu kompozycji u N. Boulanger i Ch. Koechlina). Od 1964 nosił tytuł prof. nadzwyczajnego, od 1983 prof. zwyczajnego.
W latach 1937–1938 kierował Szkołą Muzyczną w Święcianach, 1939–1941 wykładał w Konserwatorium i Szkole Muzycznej w Wilnie; zagrożony aresztowaniem uciekł z Wilna i przez półtora roku pracował w podwileńskiej wsi Niemenczyn jako organista. Jesienią 1943 przedostał się z żoną Anną do Warszawy; wziął udział w powstaniu warszawskim. Po wojnie prof. Konserwatorium łódzkiego; od 1947 roku znów zamieszkał w Warszawie. Następnie dyrektor Departamentu Muzyki w Ministerstwie Kultury i Sztuki oraz dyrektor artystyczny Filharmonii i Opery Stołecznej „Roma” w Warszawie. Redagował miesięcznik „Muzyka” oraz zeszyty „Śpiewamy i tańczymy”; od 1957 pracownik naukowo-dydaktyczny Państwowej Wyższej Szkoły Muzycznej (1979 otrzymała nazwę Akademia Muzyczna) w Warszawie, od 1964 prof. tej uczelni z zakresu kompozycji i teorii muzyki oraz kierownik Studium Doktoranckiego; 1983 przeszedł na emeryturę; został uhonorowany doktoratem honoris causa w 1998.
Przez krótki czas był prezesem zarządu głównego Związku Kompozytorów Polskich (wiele lat kierował oddziałem warszawskim). Laureat nagród państwowych i resortowych oraz nagród kompozytorskich (m.in. wyróżnienie specjalne na Konkursie Księcia Rainiera w Monaco, 1963 za operę „Odprawa posłów greckich”). 
Zmarł w Warszawie, pochowany na Cmentarzu Powązkowskim (kwatera 334-5-28).

## Życie prywatne
Jego dzieci z małżeństwa z Anną z Wojciechowskich (córką Bronisława Wojciechowskiego) to Teresa Bochwic, dziennikarka i Jan Rudziński, matematyk.

## Twórczość
- opery:
  - Janko Muzykant (1951)
  - Komendant Paryża (1957)
  - Odprawa posłów greckich (1962)
  - Sulamita (1964)
  - Chłopi (1972)
  - Pierścień i Róża (1984)
- utwory oratoryjne:
  - Chłopska droga (1952)
  - Dach świata (1960)
  - Gaude Mater Polonia (1966)
- utwory symfoniczne i koncerty:
  - Muzyka koncertująca (1958)
  - Obrazy świętokrzyskie (1965)
  - Concerto grosso na perkusję i smyczki (1970)
- utwory kameralne
- pieśni
- muzyka filmowa
- muzyka rozrywkowa

Obok pracy kompozytorskiej był również autorem opracowań teoretycznych, historycznych i popularyzatorskich, poświęconych głównie Moniuszce, Bartókowi oraz rytmom muzycznym.

## Ordery i odznaczenia
- Krzyż Komandorski Orderu Odrodzenia Polski[2]
- Krzyż Oficerski Orderu Odrodzenia Polski (11 lipca 1955)[3]
- Medal 10-lecia Polski Ludowej (19 stycznia 1955)[4]
- Medal ZAiKS-u (1993, 1998)[5]
- Odznaka Honorowa ZAiKS-u (1978)[5]